# منارة كاليفورنيا (أروبا)
منارة كاليفورنيا هي منارة تقع في هوديشيبانا بالقرب من شاطئ أراشي والكثبان الرملية على الطرف الشمالي الغربي من أروبا.
سميت هذه المنارة باسم باخرة كاليفورنيا، التي تحطمت في مكان قريب في 23 سبتمبر 1891.

## وصف
رٌممت المنارة في مايو 2016 وجائت عملية الترميم بالتزامن مع الذكرى المئوية لإنشاء المنارة.
بجوار المنارة مباشرة يوجد مطعم يسمى مطعم المنارة البيضاء (بالإنجليزية: The White Lighthouse Restaurant) ، كما يوجد بالقرب منها منتجع Tierra del Sol Resort ،Spa &amp; Country Club.
تضاريس المنطقة التي توجد فيها المنارة شبيهة بالقمر حيث تبرز صخور حادة من الأرض، مما يجعل من الصعب على الناس المشي بدون أحذية متينة.

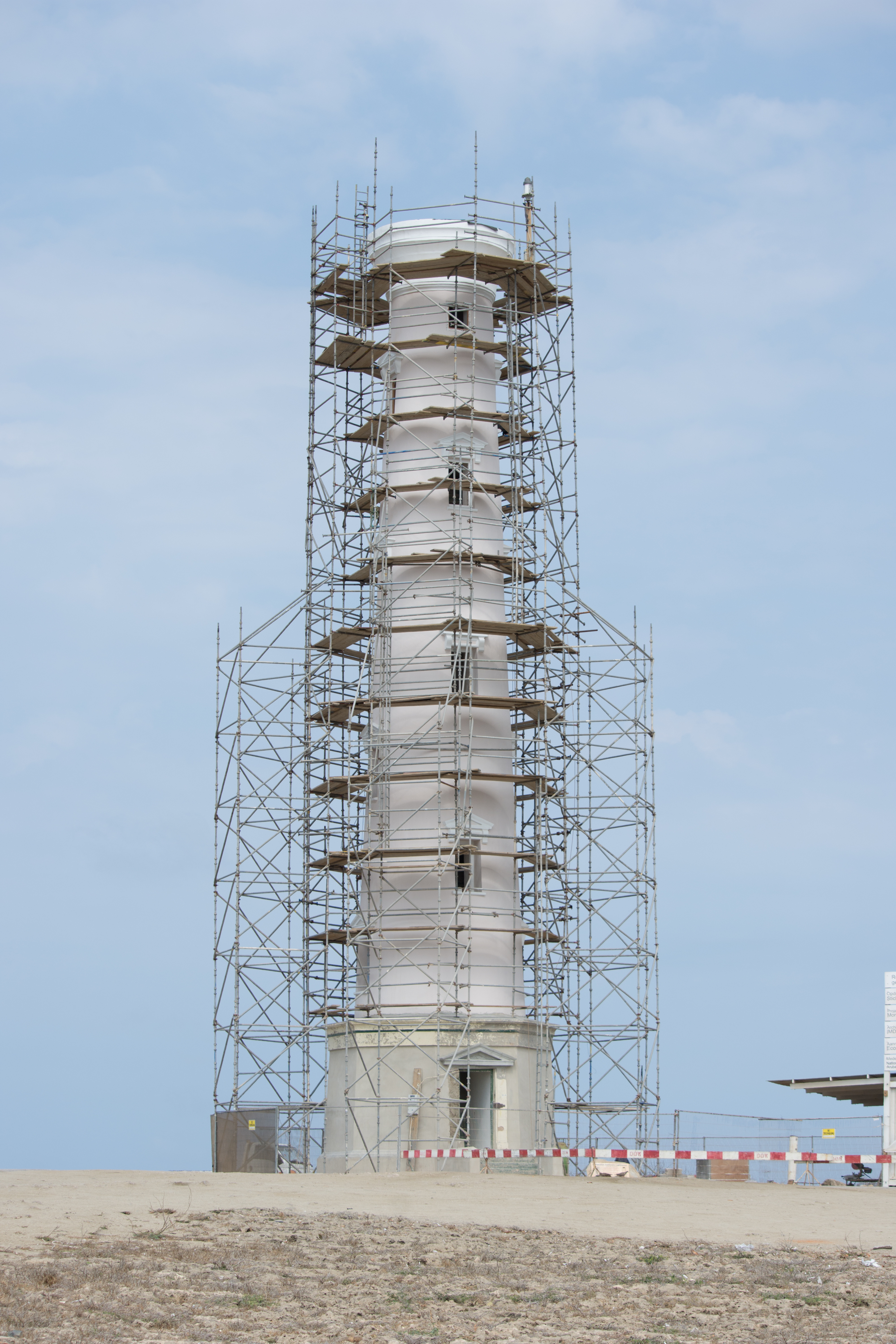
ترميم منارة كاليفورنيا في أروبا

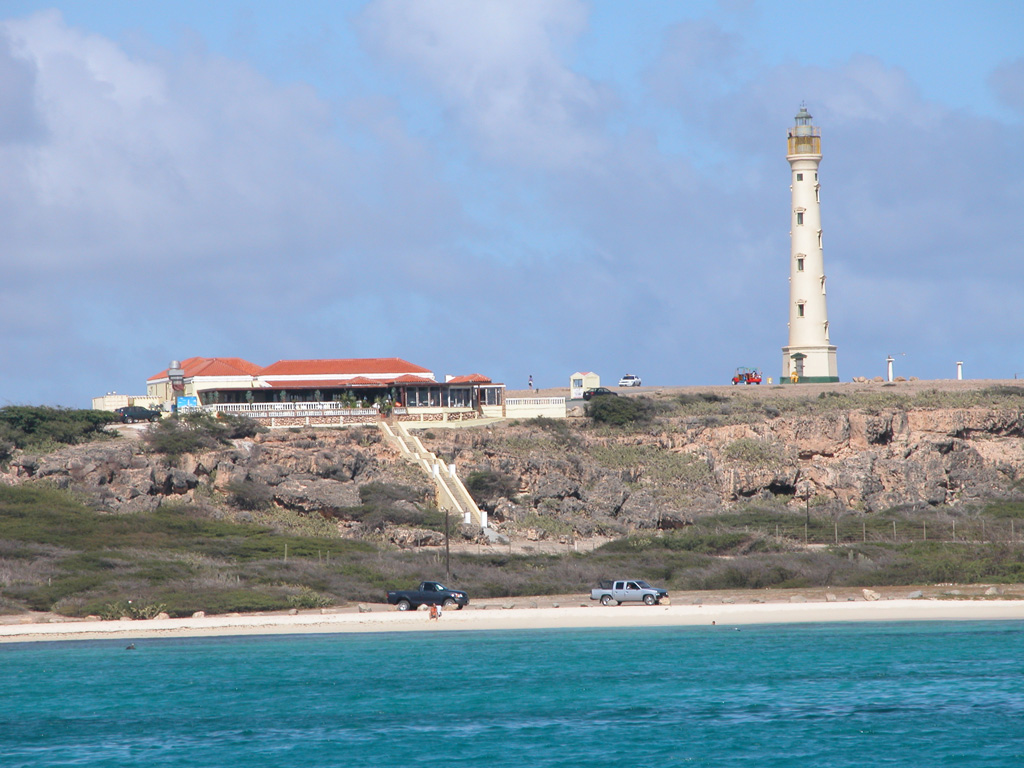
منارة كاليفورنيا من الخارج.

## أنظر أيضا
- قائمة المنارات في هولندا
- قائمة المنارات في أروبا